# Justin Russo
Justin Vincenzo Pepe Russo est le deuxième personnage principal de la série sitcom Les Sorciers de Waverly Place diffusé sur Disney Channel depuis le 12 octobre 2007. Il est interprété par l'acteur David Henrie. C'est l'aîné des enfants de la famille Russo et un sorcier en apprentissage, perfectionniste et studieux. Alex et Max adorent l'embêter, et il se montre parfois supérieur face à eux. Il est très maladroit avec les filles.

## Un grand frère responsable
Aîné des trois enfants Russo, Justin apprécie le respect des règles. Il cherche en permanence la perfection, ce qui entraîne des responsabilités : Justin passe son temps à réparer les dégâts magiques d'Alex et de Max. Il est intelligent et drôle, ce qui lui permet d'obtenir le respect des sportifs du lycée ayant besoin de cours particuliers.

### Réparer les dégâts d'Alex
Il est souvent la cible des moqueries de sa sœur Alex, mais celle-ci revient à chaque fois vers lui pour qu'il règle les situations catastrophiques qu'elle crée en utilisant la magie dans toute sorte de situation.

### Tirer Max vers le haut
Il répare aussi les dégâts magiques causés par son petit frère Max. Celui-ci respecte plus son autorité que ne le fait Alex : il peut donc lui donner des cours de magie, l'aider lorsqu'il en a besoin.

## Justin  et la magie
Justin suit les cours de magie avec beaucoup de sérieux et donne même des cours. Il connait beaucoup de formules par cœur, et il est un très bon élève. Il est remarqué à Magitech par tous ses professeurs et le Dr Diablotine voit même en lui l'un des meilleurs jeunes sorciers de tous les temps. Lorsqu'il ne s'agit plus de théorie, mais de pratique, il est parfois mis en difficulté. Ainsi, lorsqu'il est poussé par Alex pour utiliser la magie afin de sortir avec Juliette, il n'utilise la magie que pour augmenter sa taille de 5 cm et augmenter son temps de pause de 15 minutes. 
D'une façon générale, il n'aime pas utiliser la magie à des fins personnelles. Il y a quand même des exceptions : quand il veut intégrer l'équipe de baseball, quand il veut passer plus de temps avec Juliette, jeune vampire que ses parents ne veulent pas qu'il fréquente. Il accepte aussi qu'Alex lui fasse remonter le temps à dix-huit reprises afin qu'il puisse terminer son premier rendez-vous avec Miranda.
Avec le « sort de l'homme mince », Justin connaît 5000 sorts et termine son apprentissage basique de sorcier au début de la troisième saison. Dans le même temps, sa sœur Alex ne connait qu'une centaine de sorts. Il décide ensuite de suivre l'option libre « chasse aux monstres » dans le cadre de son cursus optionnel.

## Justin et les filles
Justin est plutôt maladroit avec les filles, mais Alex l'aide parfois à s'en sortir.
Son premier rendez-vous est avec Miranda (Lucy Hale), une jeune fille gothique. Il reconnait alors avoir peur des filles, et passer du temps avec une qui ne lui plait pas particulièrement afin de se donner du courage, sans succès. Il tarde tellement à se déclarer qu'elle l'abandonne pour un autre, et Alex doit être à ses côtés presque à chaque instant pour lui permettre finalement de conclure.
Il tente ensuite d'intégrer l'équipe de baseball afin d'attirer l'attention d'une fille, mais c'est finalement lui qui prendra assez rapidement ses distances.
Dans la saison 2, il sort avec Juliette, un vampire (Bridgit Mendler) qui réapparait dans la saison 3 ou ils rompent car elle se retransforme en son âge, elle revient à la fin de la saison 4 dans l'épisode 25 et l'épisode final.
Via Magi-face, un réseau social sur l'Internet des sorciers, il rencontre Isabella, une très belle jeune fille qui est en réalité un loup-garou. Il sera transformé en loup-garou en l'embrassant et renoncera finalement à elle.
Pendant la saison 4, il sort avec Rosie qui est un ange. Finalement, il rompt avec elle après que celle-ci soit devenue un ange noir puis un ange gardien.